# Dan Keczmer
Dan L. Keczmer (Mount Clemens, Michigan, 1968. május 25.–) amerikai profi jégkorongozó.

## Pályafutása
Az 1986-os NHL-drafton választotta ki a Minnesota North Stars a tizedik kör 201. helyén. A Lake Superior State Universityn játszott még további négy szezont és az 1990–1991-es IHL szezonban debütált mint profi a Kalamazoo Wings csapatában. Ugyan ebben az évben kilenc mérkőzésen lépett pályára az NHL-ben. 1991-ben a San Jose Sharks-hoz csatlakozott sok North Stars játékossal együtt az 1991-es NHL-szétosztó és bővítő-draft miatt. Mielőtt a szezon elkezdődött volna a Sharks elcserélte őt Dean Evasonért a Hartford Whalersszel. Ez után játszott még a Calgary Flamesben, a Dallas Starsban és a Nashville Predatorsban. 2000-ben vonult vissza. 235 NHL mérkőzésen játszott. Nyolc gólt és 38 asszisztot jegyzett. Játszott még 12 rájátszás mérkőzésen.

## A válogatottban
Első nagy világeseménye az 1990-es jégkorong-világbajnokság volt. Ekkor az amerikai válogatottal az ötödik lett. 1991–1992 között 51-szer szerepelt a válogatottban. Utoljára az 1999-es jégkorong-világbajnokságon játszott a válogatottban.

## Díjai
- NCAA-bajnok: 1988
- NCAA legjobb védekező védő: 1990
- NCAA Második All-Star Csapat: 1990